# 劉俊業 (香港)

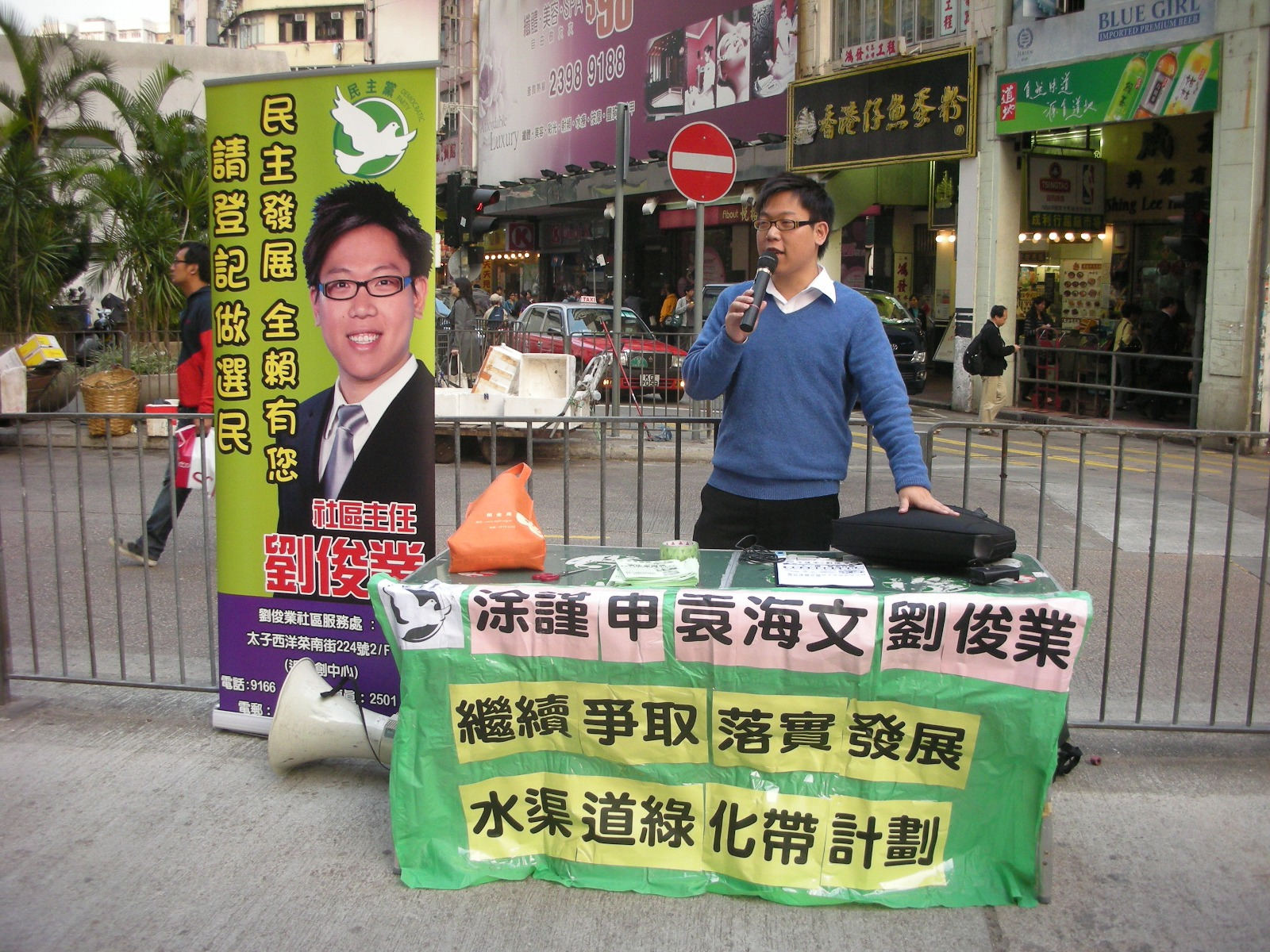
劉俊業於太子區進行爭取落實水渠道綠化計劃的街頭活動（2011年3月）

劉俊業（Edmond Lau Chun Yip，1983年2月25日—）前香港民主黨成員。劉畢業於香港城市大學政策研究及行政學系，曾為鄭家富議員、林浩揚議員及涂謹申議員的議員助理，並曾任民主黨太子社區主任，主要職責為處理市民求助，籌辦社區活動等。

## 投身政治
2005年，劉俊業為鄭家富議員大埔辦事處助理。2008年，為林浩揚議員大角咀辦事處助理。2009年開始，為涂謹申議員辦事處社區幹事，主理深水埗及油尖旺區內事務。
2008年，劉俊業加入民主黨，隨後成為民主黨太子區社區主任，主力服務太子區居民，包括處理居民求助、改善社區環境、規劃地區發展等，任內成功推動增加區內的綠化休憩面積，如花墟徑明渠覆蓋綠化工程、水渠道休憩公園、油尖旺綠化總綱圖等。
2010年初，在涂謹申帶領下劉俊業與黨內另一旺角社區主任袁海文成立旺角太子工作團隊，服務區內市民。近期主要工作包括大力推動重新規劃洗衣街食環署、水務署用地為大型區域公園及公共交通總匯，以進一步改善社區環境及紓緩旺角交通擠塞及人車爭路問題。

## 參看
- 涂謹申
- 袁海文

## 外部連結
- 民主黨：劉俊業 （页面存档备份，存于）
- 民主黨旺角太子工作團隊